# シモン・テロッデ
シモン・テローデ（Simon Terodde、1988年3月2日 - ）は、西ドイツ（現ドイツ）・ボホルト出身の元サッカー選手。ポジションはFW。

## 経歴
2007年にMSVデュイスブルクでプロキャリアをスタートするが出場機会が得られず、2008-09年冬にフォルトゥナ・デュッセルドルフへ半年間期限付き移籍。2009年夏には1.FCケルンに完全移籍。しかしケルンでも出場機会が得られなかったが、2011-12シーズン冬に期限付き移籍した1.FCウニオン・ベルリンでようやく才能が開花し27試合出場・8得点を挙げ、2012年夏に完全移籍。
2014-15シーズンにはVfLボーフムへ完全移籍した。2015-16シーズンには25得点を挙げ2部の得点王となった。
2016-17シーズンには前シーズンの2部得点王が評価され、この年41年ぶりに2部に降格したVfBシュトゥットガルトへ2019年までの3年契約で完全移籍した。このシーズンでも25得点を挙げ2年連続で2部得点王となり、1部復帰に貢献した。しかし1部復帰後の2017-18シーズンは不振に陥り、12月までの前半戦でわずか2得点にとどまった。
2017年12月20日に、古巣の1.FCケルンへ2021年6月までの3年半契約で完全移籍した。2018-19シーズンにはリーグ戦で29得点を挙げ、3度目の2部得点王となった。しかし1部に昇格した2019-20シーズンはリーグ戦の先発出場は7試合のみと出場機会を大きく減らした。
2020年8月20日、ハンブルガーSVへ完全移籍。
2021年5月2日、同年7月よりシャルケ04に加入することが決定。シーズン30得点で自身4度目となる得点王のタイトルを獲得し、チームの1部復帰に貢献した。

## タイトル

### クラブ
VfBシュトゥットガルト
- 2. ブンデスリーガ : 2016-17

1.FCケルン
- 2. ブンデスリーガ : 2018-19

### 個人
- 2. ブンデスリーガ得点王:4回（2015-16, 2016-17, 2019-20, 2021-22）